# Ломеллини, Баттиста
Баттиста Ломеллини (итал. Battista Lomellini; Генуя, 1460 — Генуя, 1540) — дож Генуэзской республики.

## Биография
Баттиста был сыном Джироламо Ломеллини и Тобьетты Дориа. Он родился в 1460 году в Генуе. 
Среди горожан Баттиста был славен как человек больших литературных и ораторских способностей. Он с 1516 года работал на значимых государственных должностях. В том же году он представлял Геную на встрече с кардиналом Инноченцо Чибо. В Генуе он также занимал должности председателя комиссии по избранию дожа, старшего советника Сената, военного министра, министра соли, монеты, призрения и торговли, а также был попечителем госпиталя Памматоне. Баттиста сопровождал дожа Оттавиано ди Кампофрегозо в Милан, где дож признал сюзеренитет французского короля Франциска I.
Баттиста принял участие в борьбе адмирала Андреа Дориа против французского господства и призывал население Генуи поддержать Дориа. На финансирование освободительной борьбы Баттиста выделил 1000 золотых крон, чем сподвиг других знатных генуэзцев на такие действия.
После проведения новой республиканской реформы по учреждению двухлетнего мандата дожей Баттиста был назначен одним из прокуроров выборной комиссии, а в августе 1530 года от имени Генуи встретил императора Карла V в порту Вадо-Лигуре. В знак верности и благодарности, в обмен на признание свободы и суверенитета Республики, Баттиста преподнёс императору ключи от этого западно-лигурийского города.
Высокий авторитет Баттисты привел его к избранию дожем 4 января 1533 года. Именно во время его правления Карл V получил ещё более роскошный приём на встрече в Ривароло с членами генуэзского Сената. В течение двух лет пребывания Баттисты на посту дожа активно налаживались торговые отношения с Францией.
По истечение срока мандата, 4 января 1535 года, Баттиста получил своё последнее назначение в качестве посла Республики на встрече в 1537 году с папой Павлом III в Савоне.
Баттиста Ломеллини был женат на Бартоломее Гримальди Себа, которая родила ему троих детей: Николо (погиб в юном возрасте), Агостино и Беттину.